# Dewocja
Dewocja (łac. devotio – poświęcenie, ofiarowanie) lub bigoteria (fr. bigoterie – jw.) – pobożność, gorliwość w zachowaniach religijnych. Cechuje się zwykle rygoryzmem moralnym wobec zachowań własnych oraz innych ludzi. Termin „dewocja” może mieć znaczenie pozytywne i pejoratywne.

## W znaczeniu negatywnym
W znaczeniu negatywnym, z którym zazwyczaj bywa kojarzona, jest to postawa przesadnej i drobiazgowej pobożności, zwracania szczególnej uwagi na zachowania rytualne (często przy zaniedbywaniu duchowości wewnętrznej; na pokaz). Rygoryzm moralny wobec zachowań ograniczony jest do innych.

## W znaczeniu pozytywnym
Dewocja w znaczeniu pozytywnym oznacza głęboko religijną postawę ukierunkowaną na duchowość wewnętrzną i stawianie sobie wysokich wymagań moralnych.